# 直布羅山
直布羅山（英語：Rock of Gibraltar，1999年3月8日－2022年10月23日）是愛爾蘭受訓已退役的純種競賽馬匹，目前已成為配種馬。練馬師是岳伯仁，其中一名馬主是曼聯足球領隊亚历克斯·弗格森而有名，另一名馬主是Sue Magnier。主要贏得賽事包括二千堅尼錦標及愛爾蘭二千堅尼錦標。

## 競賽生涯

### 2歲
4月21日在卻拉馬場一場5化郎處女馬比賽，取得第一場勝利。不過第二場在雅士谷馬場出戰分級賽高雲地利錦標，卻吃下競賽生涯中最大敗仗，出馬20頭當中只得第六。7月1日返回愛爾蘭卻拉馬場，輕鬆勝出鐵路錦標（6化郎）。9月22日在香檳錦標飲恨奪亞後（7化郎），開始挑戰一級賽。
10月7日前往法國隆尚馬場出戰一級賽準則大賽取勝。10月21日返回英國新市場出戰杜何斯特錦標（7化郎），以短頸擊敗同馬房的朗德西爾取得勝利。連勝兩場一級賽後，直布羅山休息了一段時間。

### 3歲
經過7個月的休息後，直布羅山首場的比賽是二千堅尼錦標以短頸位擊敗對手，後來返回愛爾蘭卻拉馬場舉行的愛爾蘭二千堅尼錦標，改回靳能策騎，在部份對手避戰下輕鬆取勝，牠是自1992年以來第一匹贏得英國及愛爾蘭二千堅尼錦標的馬匹。然後在6月18日贏得雅士谷馬場舉行的聖詹姆士皇宮錦標。
7月31日首次與較年長的馬匹交手，出戰1哩薩塞克斯錦標，輕鬆取得勝利。9月9日出戰隆尚磨坊大賽，比賽跟前，直路上超越前領馬，勝出後取得一級賽七連勝的紀錄。直布羅山的最後一戰是美國育馬者盃一哩大賽，早期因出閘漏閘而留後，直路時由外疊殺上，不過仍不敵頭馬喇叭。2002年11月宣佈直布羅山退役，並成為配種馬。
退役後被選為2002年歐洲馬王及最佳3歲馬兩個獎項。

## 配種馬生涯
2003年，直布羅山被運往澳洲新南威爾斯州配種。2006年10月被運到日本輕種馬協會租借到靜內町配種。2008年返回愛爾蘭Coolmore牧場配種。

## 配種馬成績
- 飛鷹山（香港盃）
- Mount Nelson（英國日蝕大賽、國際準則賽）
- 搖滾帝國（葉森讓賽）

## 詳細賽績
| 日期       | 馬場     | 距離   | 級別 | 賽事名稱           | 騎師 | 出馬 | 名次 |
| ---------- | -------- | ------ | ---- | ------------------ | ---- | ---- | ---- |
| 21/4/2001  | 卻拉     | 草5f   |      | 2歲處女馬賽        | 靳能 | 6    | 1    |
| 20/6/2001  | 雅士谷   | 草6f   | G3   | 高雲地利錦標       | 靳能 | 20   | 6    |
| 1/7/2001   | 卻拉     | 草6f   | G3   | 鐵路錦標           | 靳能 | 7    | 1    |
| 22/8/2001  | 約克     | 草6f   | G2   | 詹格克錦標         | 靳能 | 9    | 1    |
| 14/9/2001  | 唐加士達 | 草7f   | G2   | 香檳錦標           | 靳能 | 8    | 2    |
| 7/10/2001  | 隆尚     | 草1400 | G1   | 準則大賽           | 靳能 | 5    | 1    |
| 21/10/2002 | 新市場   | 草7f   | G1   | 杜何斯特錦標       | 靳能 | 8    | 1    |
| 4/5/2002   | 新市場   | 草8f   | G1   | 二千堅尼錦標       | 莫狄 | 22   | 1    |
| 25/5/2002  | 卻拉     | 草8f   | G1   | 愛爾蘭二千堅尼錦標 | 靳能 | 7    | 1    |
| 18/6/2002  | 雅士谷   | 草8f   | G1   | 聖詹姆士皇宮錦標   | 靳能 | 9    | 1    |
| 31/7/2002  | 古活     | 草8f   | G1   | 薩塞克斯錦標       | 靳能 | 5    | 1    |
| 8/9/2002   | 隆尚     | 草1600 | G1   | 隆尚磨坊大賽       | 靳能 | 7    | 1    |
| 26/10/2002 | 雅靈頓   | 草8f   | G1   | 育馬者盃一哩大賽   | 靳能 | 14   | 2    |